# Al Marjan Island
Koordinaten: 25° 40′ N, 55° 44′ O

Luftbild von Al Marjan Island

Al Marjan Island (arabisch جزيرة المرجان, DMG Ǧazīrat al-Marǧān ‚Koralleninsel‘) ist eine künstlich aufgeschüttete Inselgruppe im Emirat Ra’s al-Chaima in den Vereinigten Arabischen Emiraten.

## Übersicht
Das Bauprojekt liegt zwischen den zu Umm al-Qaiwain gehörenden Feuchtgebieten von Khor Al Beida und der im Bau befindlichen Siedlung Al Hamra in Ra’s al-Chaima, nur wenige hundert Meter westlich des Bin Majid Beach Resorts. Die Inselgruppe soll in ihrer Form an Korallen erinnern, daher auch der Name. Der Komplex besteht insgesamt aus vier Inseln und einer Halbinsel, welche den Komplex an das Festland anbindet und, ähnlich wie bei The Palm Jumeirah in Dubai, als Hauptverkehrsader fungieren wird. Die gesamte Fläche der Inselgruppe sind circa 2,7 km² und die Baukosten werden vom Bauträger Rakeen auf 1,8 Milliarden US-Dollar veranschlagt. Auf den Inseln sollen sowohl Villen und Mehrfamilienhäuser in Strandnähe, als auch Hotels, Resorts, Sportanlagen und Bürokomplexe entstehen. Das äußerste Ende der Insel befindet sich 4,5 km vom Festland entfernt, The Palm Jumeirah in Dubai hat eine ähnliche Ausdehnung. Insgesamt wird die Küstenlinie um 21 Kilometer verlängert.

## Entwicklung
Der Bauträger Rakeen übernahm das Bauprojekt im Mai 2007 vom Tiefbauamt Ra’s al-Chaimas. Zu diesem Zeitpunkt waren bereits die Halbinsel und die erste Insel fertig aufgeschüttet sowie 40 % der zweiten Insel. Bereits im Februar des Jahres wurde mit der niederländischen Firma Dredging International ein Vertrag über 50 Millionen Euro abgeschlossen zur Fertigstellung der Erdarbeiten am Projekt. Dredging International hat bereits an anderen Projekten in den Vereinigten Arabischen Emiraten gearbeitet wie dem künstlichen Küstenabschnitt Al Raha Beach in Abu Dhabi. Der benötigte Sand für die Aufschüttung wird vom Meeresboden, drei bis fünf Kilometer von der Insel entfernt, aufgesaugt und in den benötigten Gebieten wieder aufgeschüttet. Die offizielle Präsentation des Projekts erfolgte bei der Immobilien-Messe Cityscape in Dubai im Oktober 2007. 2008 wurden die Erdarbeiten an der zweiten und vierten Insel abgeschlossen, die Arbeiten an der dritten Insel im diesjährigen Januar. Die infrastrukturellen Arbeiten auf den Inseln werden im Moment von der Kumho Industrial Company ausgeführt, nachdem im Jahr 2008 ein Vertrag über 100 Millionen US-Dollar abgeschlossen wurde.